# Gayle (Vorname)
Gayle ist ein weiblicher (selten auch männlicher) Vorname.

## Herkunft und Bedeutung
Gayle kommt aus dem Englischen und ist eine Variante des Vornamens Gail. Als weiblicher Vorname leitet sich dieser von Abigail ab.

## Namensträgerinnen
- Gayle (Sängerin), US-amerikanische Popsängerin
- Gayle Barron (* 1945), US-amerikanische Marathonläuferin
- Gayle Hunnicutt (1943–2023), US-amerikanische Schauspielerin
- Gayle Levant (* 1941/42),  US-amerikanische Musikerin
- Gayle Lynds (* 19..), US-amerikanische Autorin
- Gayle Rubin (* 1949), US-amerikanische Feministin
- Gayle San (* 1967), DJ und Produzentin im Bereich der elektronischen Tanzmusik aus Singapur
- Gayle Tufts (* 1960), US-amerikanische Entertainerin

## Namensträger
- Gayle Griffith (* 1940), US-amerikanischer Country- und Rockabilly-Musiker
- Gayle Benjamin Pickwell (1899–1949), US-amerikanischer Zoologe, Hochschullehrer und Sachbuchautor
- Gayle Dean Wardlow (* 1940), US-amerikanischer Bluesforscher